# Сёрфинг на летних Олимпийских играх 2024 — квалификация
В соревнованиях по сёрфингу на летних Олимпийских играх 2024 года примут участие в общей сложности 48 сёрферов, от каждой страны максимально от двух до трех человек каждого пола. 

## Правила квалификации
Квотные места будут распределены между серферами в соответствии со следующей схемой:
- Принимающая страна – Как принимающая страна, Франция резервирует по одному квотному месту для соревнований сёрферов среди мужчин и женщин. Если один или несколько французских сёрферов смогут пройти квалификацию напрямую, их места будут перераспределены по результатам Всемирных играх ISA по серфингу 2024.
- Всемирные игры по серфингу ISA 2022 – НОК, победившие в соревнованиях команд каждого пола, получают по дополнительной квоте, сверх ограничения в два квоты на страну.
- Мировая лига сёрфинга 2023 – Десять лучших мужчин и восемь лучших женщин получат квотные места.
- Панамериканские игры 2023 года – Победители мужского и женского соревнования по сёрфингу получают право на участие в Олимпийских играх; если победитель квалифицировался ранее, квота переходит к сёрферу, занявшему следующее место.
- Всемирные игры по серфингу ISA 2023 – Сёрфер мужского и женского пола с самым высоким местом от каждого континента получит квоту на участие в Олимпийских играх; если победитель уже квалифицировался в олимпийский турнир, это право перейдет к сёрферу, занявшему следующее место. Спортсмен, занявший самое высокое место от континента (или следующий спортсмен, если произойдет перераспределение) должен занять место в топ-30 на этом соревновании; если это требование не выполняется квота будет перераспределена спортсмену, занявшему следюущее место, который еще не прошел квалификацию, независимо от континента.
- Всемирные игры по серфингу ISA 2024 – НОК, победившие в соревнованиях команд каждого пола, получают по дополнительной квоте, сверх ограничения в два квоты на страну. Также квоты получат пять лучших мужчин и семь лучших женщин.
- Универсальное место – Дополнительное место в соревнованиях каждого пола будет предоставлено соответствующим требованиям НОК в соответствии с принципом универсальности. Сёрфер, претендующий на универсальное место, должен финишировать в числе 50 лучших на Всемирных играх ISA по серфингу 2023 или 2024 годов. [1] [2]

## Квалификационные соревнования
| Соревнование                        | Дата                      | Место проведения |
| ----------------------------------- | ------------------------- | ---------------- |
| Всемирные игры по серфингу ISA 2022 | 16 — 24 сентября 2022     | Хантингтон-Бич   |
| Мировая лига сёрфинга 2023          | январь — сентябрь 2023    | Разные страны    |
| Всемирные игры по серфингу ISA 2023 | 30 мая — 7 июня 2023      | Ла-Либертад      |
| Панамериканские игры 2023           | 24 — 30 октября 2023      | Пунта-де-Лобос   |
| Всемирные игры по серфингу ISA 2024 | 22 февраля — 2 марта 2024 | Аресибо          |

## Квалифицированные страны
| Страна         | Мужчины | Женщины | Всего |
| -------------- | ------- | ------- | ----- |
| Австралия      | 2       | 2       | 4     |
| Бразилия       | 3       | 3       | 6     |
| Германия       | 1       | 1       | 2     |
| Израиль        | 0       | 1       | 1     |
| Индонезия      | 1       | 0       | 1     |
| Испания        | 1       | 2       | 3     |
| Италия         | 1       | 0       | 1     |
| Канада         | 0       | 1       | 1     |
| Китай          | 0       | 1       | 1     |
| Коста-Рика     | 0       | 1       | 1     |
| Марокко        | 1       | 0       | 1     |
| Мексика        | 1       | 0       | 1     |
| Никарагуа      | 0       | 1       | 1     |
| Новая Зеландия | 1       | 1       | 2     |
| Перу           | 2       | 1       | 3     |
| Португалия     | 0       | 2       | 2     |
| Сальвадор      | 1       | 0       | 1     |
| США            | 2       | 3       | 5     |
| Франция        | 2       | 2       | 4     |
| ЮАР            | 2       | 1       | 3     |
| Япония         | 3       | 1       | 4     |
| Всего: 21 НОК  | 24      | 24      | 48    |

## Квалифицированные спортсмены

### Мужчины
| Соревнование                                                     | Номер | Страны         | Квалифицировавшийся сёрфер |
| ---------------------------------------------------------------- | ----- | -------------- | -------------------------- |
| Всемирные игры по серфингу ISA 2022                              | 1     | Япония         | Коннор О’Лири              |
| Мировая лига сёрфинга 2023                                       | 1     | Бразилия       | Фелипе Толедо              |
| Мировая лига сёрфинга 2023                                       | 2     | Австралия      | Итан Юинг                  |
| Мировая лига сёрфинга 2023                                       | 3     | США            | Гриффин Колапинто          |
| Мировая лига сёрфинга 2023                                       | 4     | Бразилия       | Жуан Кианка                |
| Мировая лига сёрфинга 2023                                       | 5     | Австралия      | Джек Робинсон              |
| Мировая лига сёрфинга 2023                                       | 6     | США            | Джон Джон Флоренс          |
| Мировая лига сёрфинга 2023                                       | 7     | Италия         | Леонардо Фиораванти        |
| Мировая лига сёрфинга 2023                                       | 8     | Япония         | Каноа Игараси              |
| Мировая лига сёрфинга 2023                                       | 9     | ЮАР            | Джорди Смит                |
| Мировая лига сёрфинга 2023                                       | 10    | ЮАР            | Мэттью Макгилливрэй        |
| Всемирные игры по серфингу ISA 2023 — Африка (перераспределение) | 1     | Мексика        | Алан Клеланд               |
| Всемирные игры по серфингу ISA 2023 — Азия                       | 1     | Япония         | Рэо Инаба                  |
| Всемирные игры по серфингу ISA 2023 — Европа                     | 1     | Франция        | Каули Вааст                |
| Всемирные игры по серфингу ISA 2023 — Океания                    | 1     | Новая Зеландия | Билли Стэрманд             |
| Панамериканские игры 2023                                        | 1     | Перу           | Лукка Месинас              |
| Всемирные игры по серфингу ISA 2024 (команды)                    | 1     | Бразилия       | Габриэль Медина            |
| Всемирные игры по серфингу ISA 2024 (индивидуальные)             | 1     | Марокко        | Рамзи Букхиам              |
| Всемирные игры по серфингу ISA 2024 (индивидуальные)             | 2     | Франция        | Жоан Дюрю                  |
| Всемирные игры по серфингу ISA 2024 (индивидуальные)             | 3     | Перу           | Алонсо Корреа              |
| Всемирные игры по серфингу ISA 2024 (индивидуальные)             | 4     | Испания        | Анди Криер                 |
| Всемирные игры по серфингу ISA 2024 (индивидуальные)             | 5     | Индонезия      | Рио Вайда                  |
| Всемирные игры по серфингу ISA 2024 (индивидуальные)             | 6     | Германия       | Тим Элтер                  |
| Универсальное место                                              | 1     | Сальвадор      | Брайн Перес                |
| Всего                                                            | 24    |                |                            |

1. ↑   Так как лучший из африканских сёрферов Джорди Смит квалифицировался на Олимпиаду через Мировую лигу сёрфинга 2023, и никто другой из африканских участников не вошел в топ-30, квота была перераспределена в пользу победителя соревнований Алана Клеланда из Мексики.
2. ↑   Так как лучший из азиатских сёрферов Кано Игараси квалифицировался на Олимпиаду через Мировую лигу сёрфинга 2023, его квотное место было передано следующему азиатскому спортсмену Рэо Инабе из Японии.

### Женщины
| Соревнование                                         | Номер | Страны         | Квалифицировавшийся сёрфер |
| ---------------------------------------------------- | ----- | -------------- | -------------------------- |
| Всемирные игры по серфингу ISA 2022                  | 1     | США            | Кейтлин Симмерс            |
| Мировая лига сёрфинга 2023                           | 1     | США            | Кэролайн Маркс             |
| Мировая лига сёрфинга 2023                           | 2     | США            | Карисса Мур                |
| Мировая лига сёрфинга 2023                           | 3     | Австралия      | Тайлер Райт                |
| Мировая лига сёрфинга 2023                           | 4     | Австралия      | Молли Пиклум               |
| Мировая лига сёрфинга 2023                           | 5     | Бразилия       | Татиана Уэстон-Уэбб        |
| Мировая лига сёрфинга 2023                           | 6     | Франция        | Жоанна Дефе                |
| Мировая лига сёрфинга 2023                           | 7     | Коста-Рика     | Бриса Хенесси              |
| Мировая лига сёрфинга 2023                           | 8     | Португалия     | Тереза Бонвалот            |
| Всемирные игры по серфингу ISA 2023 — Африка         | 1     | ЮАР            | Сара Баум                  |
| Всемирные игры по серфингу ISA 2023 — Азия           | 1     | Япония         | Сино Мацуда                |
| Всемирные игры по серфингу ISA 2023 — Европа         | 1     | Франция        | Ваине Фьерро               |
| Всемирные игры по серфингу ISA 2023 — Океания        | 1     | Новая Зеландия | Саффи Ветте                |
| Панамериканские игры 2023                            | 1     | Канада         | Саноа Дампфль-Олен         |
| Всемирные игры по серфингу ISA 2024 (команды)        | 1     | Бразилия       | Луана Силва                |
| Всемирные игры по серфингу ISA 2024 (индивидуальные) | 1     | Испания        | Надя Эростарбе             |
| Всемирные игры по серфингу ISA 2024 (индивидуальные) | 2     | Перу           | Соль Агирре                |
| Всемирные игры по серфингу ISA 2024 (индивидуальные) | 3     | Израиль        | Анат Лелиор                |
| Всемирные игры по серфингу ISA 2024 (индивидуальные) | 4     | Бразилия       | Тайна Хинкель              |
| Всемирные игры по серфингу ISA 2024 (индивидуальные) | 5     | Португалия     | Иоланда Хопкинс            |
| Всемирные игры по серфингу ISA 2024 (индивидуальные) | 6     | Германия       | Камилла Кемп               |
| Всемирные игры по серфингу ISA 2024 (индивидуальные) | 7     | Испания        | Ханире Гонсалес Эчабарри   |
| Всемирные игры по серфингу ISA 2024 (индивидуальные) | 8     | Китай          | Ян Сыци                    |
| Универсальное место                                  | 1     | Никарагуа      | Канделария Ресано          |
| Всего                                                | 24    |                |                            |